# Sphecodes wheeleri
Sphecodes wheeleri är en biart som beskrevs av Mitchell 1956. Sphecodes wheeleri ingår i släktet blodbin, och familjen vägbin. Inga underarter finns listade i Catalogue of Life.